# 2022-es labdarúgó-világbajnokság-selejtező (interkontinentális pótselejtezők)
A 2022-es labdarúgó-világbajnokság selejtezőjében interkontinentális pótselejtezőt kellett játszania négy csapatnak. A két párosítás győztese jutott ki a világbajnokságra. A mérkőzéseket 2022. június 13-án és 14-én játszották, semleges helyszínen.

## Sorsolás
A sorsolást 2021. november 26-án, közép-európai idő szerint 17 órakor tartották Zürichben.
Az alábbi négy válogatott játszik pótselejtezőt:

| Konföderáció                | Csapat     |
| --------------------------- | ---------- |
| ázsiai 5. helyezett         | Ausztrália |
| észak-amerikai 4. helyezett | Costa Rica |
| dél-amerikai 5. helyezett   | Peru       |
| óceániai csoport győztese   | Új-Zéland  |

A formátum eredetileg oda-visszavágós mérkőzés lett volna, de később úgy változott, hogy csak egy mérkőzésen dől el a kijutás.

## Mérkőzések
A mérkőzéseket 2022. június 13-án és 14-én játszották.

### AFC – CONMEBOL
| 1. csapat  | Eredmény     | 2. csapat |
| ---------- | ------------ | --------- |
| Ausztrália | 0–0 (t. 5–4) | Peru      |

| 2022. június 13. 21:00 (UTC+3) |

| Ausztrália                                | 0–0 (h. u.) | Peru                                           |
| ----------------------------------------- | ----------- | ---------------------------------------------- |
|                                           | Jegyzőkönyv |                                                |
| Büntetőpárbaj                             |             |                                                |
| Boyle Mooy Goodwin Hrustic Maclaren Mabil | 5–4         | Lapadula Callens Advíncula Tapia Flores Valera |

| Ahmad bin Ali Stadion, al-Rajján (Katar) Játékvezető: Slavko Vinčić (szlovén) |

### CONCACAF – OFC
| 1. csapat  | Eredmény | 2. csapat |
| ---------- | -------- | --------- |
| Costa Rica | 1–0      | Új-Zéland |

| 2022. június 14. 21:00 (UTC+3) |

| Costa Rica  | 1–0         | Új-Zéland |
| ----------- | ----------- | --------- |
| Campbell 3' | Jegyzőkönyv |           |

| Ahmad bin Ali Stadion, al-Rajján (Katar) Játékvezető: Mohamed Abdalláh Hasszán Mohamed (Egyesült Arab Emírségekbeli) |